# Фазенда-Риу-Гранди
Фазенда-Риу-Гранди (порт. Fazenda Rio Grande) — муниципалитет в Бразилии, входит в штат Парана. Составная часть мезорегиона Агломерация Куритиба. Входит в экономико-статистический микрорегион Куритиба. Население составляет 90 875 человек на 2006 год. Занимает площадь 116,676 км². Плотность населения — 778,9 чел./км².

## История
Город основан 26 января 1990 года.

## Статистика
- Валовой внутренний продукт на 2003 год составляет 275 204 804,00 реалов (данные: Бразильский институт географии и статистики).
- Валовой внутренний продукт на душу населения на 2003 год составляет 3526,68 реалов (данные: Бразильский институт географии и статистики).
- Индекс развития человеческого потенциала на 2000 год составляет 0,763 (данные: Программа развития ООН).

## География
Климат местности: субтропический.